# Cyrtodactylus novaeguineae
Cyrtodactylus novaeguineae är en ödleart som beskrevs av  Hermann Schlegel 1837. Cyrtodactylus novaeguineae ingår i släktet Cyrtodactylus och familjen geckoödlor. Inga underarter finns listade i Catalogue of Life.